# Josef Pleskot (politik)
Josef Pleskot (20. února 1905 – ???) byl český a československý politik Komunistické strany Československa a poúnorový poslanec Národního shromáždění ČSR.

## Biografie
Ve volbách roku 1954 byl zvolen za KSČ do Národního shromáždění ve volebním obvodu Chrudim. V parlamentu setrval až do konce funkčního období, tedy do voleb roku 1960. K roku 1954 se profesně uvádí jako kovářský dělník národního podniku Transporta Chrudim.